# Вакулка Богдан Іванович
Богд́ан Іва́нович Вакулка  — український військовик, полковник, заступник командира частини.
Станом на серпень 2014-го — замісник командира 1-ї бригади НГУ.

## Нагороди
8 вересня 2014 року — за особисту мужність і героїзм, виявлені у захисті державного суверенітету та територіальної цілісності України, вірність військовій присязі під час російсько-української війни, відзначений — нагороджений орденом Богдана Хмельницького III ступеня.